# Verbond van Damascus

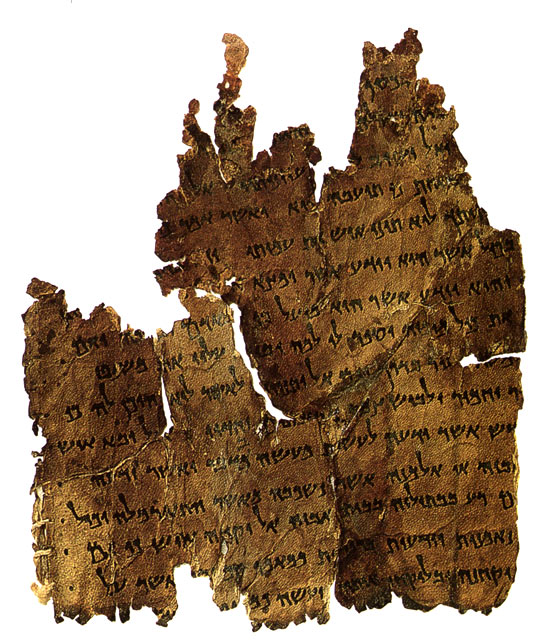
Een deel van het Verbond van Damascus (4Q271 (4QD^{f}))

Het Verbond van Damascus of Damascus Document is een heilige tekst van de sekte van Qumran. Het document werd in 1897 ontdekt door Dr Solomon Schechter in de genizah van Caïro  en was de enig bekende tekst van de sekte totdat de Dode Zee-rollen werden gevonden.
De titel van het document is ontstaan door de talloze verwijzingen naar "Damascus" in het document. Uit de manier waarop dit "Damascus" wordt behandeld, blijkt dat het geen letterlijke verwijzing naar Damascus in Syrië is, maar ofwel geografisch moet worden geïnterpreteerd als Babylon of Qumran zelf of als een symbolische benaming die is gebaseerd op de Bijbelse term in Amos 5:27: "ik zal jullie in ballingschap voeren, tot voorbij Damascus. Dit zegt de HEER". Onder koning David was Damascus deel van het Koninkrijk Israël en uit het Verbond van Damascus blijkt een eschatologische hoop op het herstel van het Davidische koningschap.
Het boek bestaat uit twee delen: de Vermaning en de Wetten. De Vermaning bevat morele voorschriften, parenese en waarschuwingen aan het adres van de leden van de sekte, samen met polemiek tegen de tegenstanders ervan; het dient als een soort inleiding op het tweede deel. De Wetten beschrijft de gemeenschap van een nieuw verbond door de ogen van de "Leraar van Rechtvaardigheid" en beschrijft in groot detail de verschillende sociale betrekkingen van dat moment binnen de beweging.
De betreffende manuscripten van de Dode Zee-rollen zijn 4Q265-273, 5Q12 en 6Q15.